# Miguel Ángel Lotina
Miguel Ángel Lotina (* 18. Juni 1957 in Meñaka) ist ein spanischer Fußballtrainer.
Miguel Ángel Lotina ist ein baskischer Fußballtrainer, der wie sein großes Vorbild Javier Irureta beide galicischen Topclubs Celta Vigo und Deportivo La Coruña trainierte. Zudem war er bei zahlreichen anderen Clubs aus der 1. und 2. Liga als Trainer tätig.

## Trainerlaufbahn

### Die Anfänge
Mit CD Logroñés schaffte Lotina in seiner ersten Saison als Cheftrainer im Profifußball souverän den geforderten Klassenerhalt. Nach der Saison verließ er den Club jedoch und unterschrieb einen Vertrag bei CD Numancia. Bei den Kastiliern legte er den Grundstein für den späteren Aufstieg in die zweithöchste Spielklasse, an dem er jedoch nicht mehr direkt beteiligt war, da er abermals ein Engagement beim Erstligisten CD Logroñés annahm, für den er früher schon erfolgreich gearbeitet hatte. Doch auch Lotina konnte am sang- und klanglosen Abstieg seiner Mannschaft nichts ändern.

### Segunda División
Nach der gescheiterten Rückkehr nach Logroño heuerte Lotina beim Zweitligisten aus Badajoz an. In der Saison 1997/1998 verpasste er mit CD Badajoz als Tabellenfünfter nur knapp den Aufstieg in Spaniens Elite-Liga. Deshalb nahm er nach einem Jahr das Angebot seines Ex-Clubs aus Soria an und führte CD Numancia als Drittplatzierter in die erste Liga. Aus persönlichen Gründen (er erhielt die Chance den Traditionsverein CA Osasuna aus seiner Heimat zu trainieren) blieb er in der folgenden Saison freiwillig zweitklassig. Und auch das Team aus Pamplona führte er zurück in die Primera – als Tabellenzweiter.

### Primera División
In seiner ersten Primera-Saison mit CA Osasuna musste er bis zum letzten Spieltag zittern, ehe seiner Mannschaft ein 1:0-Auswärtssieg bei Real Sociedad gelang, während Real Oviedo, dem ein Punkt gereicht hätte, auswärts verlor. Mit nur einem Punkt Vorsprung konnte man die Klasse halten. In der darauffolgenden Saison musste man zwar nicht mehr bis ganz zum Schluss zittern, jedoch ließ der 17. Tabellenplatz auch nicht viel Freiraum zum Jubeln.

### Internationales Geschäft
Da er zweimal in Folge mit bescheidenen Mitteln den Klassenerhalt geschafft hatte, übertrug  Celta Vigo  Lotina das Traineramt. Während das Team im UEFA-Poka in der dritten Runde ausschied (gegen das damals sehr starke Celtic Glasgow), erreichte es in der Liga einen sensationellen vierten Platz. Die Galicier qualifizierten sich erstmals für die UEFA Champions League und erreichten im Achtelfinale, doch Arsenal London war eine Nummer zu groß für das Team aus Vigo. Im Januar 2004 wurde Lotina schließlich bei den Galiciern entlassen.  In der Liga lief es hingegen alles andere als gut, und so stand am Ende der vorletzte Platz und damit der Abstieg fest.

### Espanyol Barcelona
Allgemein hatte man großes Vertrauen in Lotinas Dienste, und so ersetzte er Luis Fernández beim katalanischen Traditionsclub Espanyol Barcelona. Nachdem im Vorjahr gerade noch der Klassenerhalt geschafft wurde, führte Lotina seine Mannschaft vollkommen überraschend in den UEFA-Pokal. In der Saison 2005/2006 lief es jedoch erneut in der Liga nicht gut für ihn und sein Team. Am letzten Spieltag waren sie zwischenzeitlich schon abgestiegen, ehe Ferran Corominas mit einem Solo in der 92. Spielminute und dem 1:0 über Real Sociedad den Klassenerhalt besiegelte. Nach dem Spiel gab Lotina seinen Rücktritt zum Saisonende bekannt.  Belebt durch dieses Erlebnis gelang ein 4:1-Finalsieg über Real Saragossa in der Copa del Rey, und zum Abschied brachte Miguel Ángel Lotina den Espanyol-Anhängern sogar noch einen Titel.

### Abstiegskampf
In der Saison 2006/2007 übernahm Lotina am 8. Spieltag das Traineramt bei Real Sociedad, nachdem die Basken unter José Mari Bakero nur 2 von möglichen 21 Punkten gesammelt hatten und auf dem letzten Tabellenrang lagen. Trotz einer furiosen Aufholjagd in der Rückrunde stieg man als Vorletzter ab und Lotina trat nach Saisonende von seinem Traineramt zurück.
Seit Sommer 2007 ist Miguel Ángel Lotina Cheftrainer bei Deportivo La Coruna.

## Erfolge
Espanyol Barcelona
- Copa del Rey (1): 2006
- 1998/1999: Aufstieg in die Primera División – CD Numancia
- 1999/2000: Aufstieg in die Primera División – CA Osasuna